# Казаков, Алексей Иванович
Алексей Иванович Казаков (17 (30) марта 1905 — 3 мая 1961) — генерал-майор танковых войск ВС СССР, начальник Челябинского танкового училища в 1942—1945 годах.

## Биография
Родился 17 (30) марта 1905 года в ныне не существующей деревне Новые Ближевичи Понизовской волости Мосальского уезда Калужской губернии (нынешний Спас-Деменский район Калужской области) в крестьянской семье. Русский. Окончил в 1917 году 4-классную сельскую школу в Старо-Ближевичах. С сентября 1923 года в рядах Красной Армии, курсант Омской пехотной школы. После её окончания в сентябре 1926 года возглавил взвод 105-го стрелкового полка 35-й Сибирской стрелковой дивизии. С ноября 1928 по сентябрь 1929 года — слушатель Ленинградских бронетанковых курсов усовершенствования комсостава, после их окончания — командир танка сводного механизированного полка, в ноябре 1929 года назначен командиром тракторного взвода учебной танковой роты Ленинградских БКУКС. Член ВКП(б) с 1927 года.
С июня 1930 года — командир танка, танкового взвода и помощник командир танкового батальона по технической части механизированной бригады имени Калиновского в Наро-Фоминске. С марта 1932 по май 1936 годов — слушатель Военной академии РККА имени М. В. Фрунзе, после её окончания назначен начальником штаба 1-го механизированного полка 1-й кавалерийской дивизии в Проскурове, с ноября 1937 года — помощник начальника 1-го отделения отдела БТВ Киевского особого военного округа. В декабре 1938 года назначен помощником начальника АБТВ 6-й Винницкой АГ. В сентябре 1939 года назначен начальником 1-го отделения БТВ штаба 6-й армии во Львове, в апреле 1941 года — начальником оперативного отдела штаба 19-го механизированного корпуса.
На фронте Великой Отечественной войны с июня 1941 года. В августе 1941 года был назначен заместителем начальника штаба — начальником оперативного отделения 8-й танковой дивизии. С 18 сентября 1941 года — начальник штаба 13-й танковой бригады (утверждён в занимаемой должности 28 сентября). Дважды временно исполнял эту должность с 3 по 16 октября 1941 года и с 3 декабря 1941 по 19 января 1942 года. Произведён в подполковники 10 декабря 1941 года. Лично вёл танки в атаку в боях 30 сентября в районе села Голубовки и 8 октября в районе разъезда Вольный и станции Пигичевка. В январе 1942 года в районе Балаклея был тяжело ранен, направлен на лечение в Пятигорск. С мая 1942 года — в распоряжении Управления кадров БТиМВ Красной армии. С 18 июля 1942 по 31 декабря 1945 года — начальник Челябинского танко-технического училища. Произведён в полковники 6 июня 1943 года, а 15 декабря того же года — в генерал-майоры танковых войск.
В 1948 году окончил Вечерний университет марксизма-ленинизма при Челябинском доме офицеров. С 14 августа того же года — председатель стрелково-танкового комитета в Ленинградской высшей офицерской бронетанковой школе. С 26 февраля 1949 года — начальник учебного отдела той же школы. 
В запас уволен 14 апреля 1953 года по болезни (статья 59б).
Умер 3 мая 1961 года в Ленинграде, похоронен на Богословском кладбище.

## Награды
- Орден Ленина (20 июня 1949) — за долголетнюю и безупречную службу в Вооружённых Силах Союза ССР[5]
- Орден Красного Знамени (27 декабря 1941[6][2], 3 ноября 1944[7][8])
- Орден Отечественной войны I степени (15 декабря 1943)[9][c][3]
- Медаль «За победу над Германией в Великой Отечественной войне 1941—1945 гг.»[1]
- Медаль «30 лет Советской Армии и Флота» (1948)[1]

## Комментарии
1. ↑  По другим данным — с июня 1942 года[3]
2. ↑  По другим данным — до 1948 года[4]
3. ↑  Представлялся к Ордену Красной Звезды[3]